# Melville Hall River
Melville Hall River är ett vattendrag i Dominica.   Det ligger i parishen Saint Andrew, i den centrala delen av landet, 29 km norr om huvudstaden Roseau. Melville Hall River ligger på ön Dominica.